# XVideos
XVideos is een website voor het delen van pornografische video's, geregistreerd bij het Tsjechische bedrijf WGCZ Holding. XVideos werd in maart 2007 in Parijs opgericht door de Franse eigenaar Stephane Michael Pacaud.
Het is de meest bezochte website ter wereld in zijn soort, na Pornhub in november 2009 te hebben overtroffen. Het is de achtste meest bezochte website in Brazilië en de zesenveertigste in de Verenigde Staten. Volgens gegevens die Alexa in oktober 2019 heeft vrijgegeven, staat de website op de achtenzestigste plaats van meest bezochte ter wereld.